# 湯田葉月
湯田 葉月（ゆだ はづき、1989年7月11日 - ）は、日本のフィールドホッケーの選手。

## 経歴
大阪府出身。羽衣学園中学校、羽衣学園高等学校を経て、天理大学を卒業し、コカ・コーラボトラーズジャパンに所属する。
ホッケー女子日本代表として2016年リオデジャネイロオリンピックに出場した。